# Hermann von Eichhorn
Emil Gottfried Hermann Ritter von Eichhorn (n. 13 februarie 1848, Breslau, Regatul Prusiei – d. 30 iulie 1918, Kiev, Statul Ucrainean, asasinat de un terorist bolșevic) a fost un feldmareșal german prusac în Primul Război Mondial.

## Familie

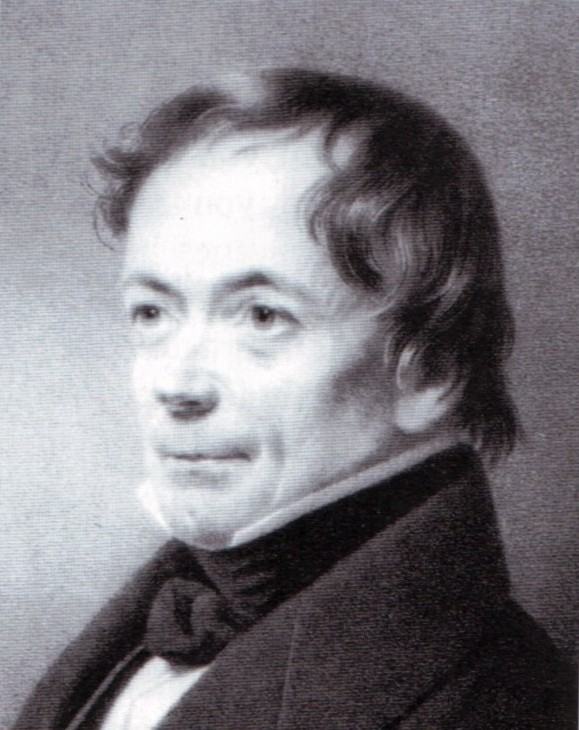
Friedrich Eichhorn

Familia provine din Franconia. Hermann a fost un fiu al președintelui districtului Minden Hermann von Eichhorn (1813-1892) care a fost nobilitat cu titlul Ritter von ((cavaler) la 27 februarie 1856 de către regele Frederic Wilhelm al IV-lea al Prusiei (în onoarea meritelor tatălui său Friedrich) și a soției sale Julie Friederike Wilhelmine, născută von Schelling (1821-1885). El a fost un nepot al ministrului de  cultură în Prusia  Johann Albert Friedrich Eichhorn (n. 2 martie 1779 - d. 16. ianuarie 1856) și din partea mamei al filozofului și antropologului Friedrich Wilhelm Joseph von Schelling (1775-1854).
Eichhorn s-a căsătorit la 2 martie 1880 cu Pauline Charlotte Jenny (21 iulie 1857 - d. 22 aprilie 1925), fiica consilierului de legație secret Wilhelm Jordan. Soții au avut doi fii și o fiică:
1. Friedrich Hermann Lothar (n. 16 mai 1880 - d. 1950), consilier de legație secret, consilier în Ministerul de Externe
2. Delfine Julie Charlotte Sabine(n. 2 mai 1882 - d. 1948)
3. Wolf Albrecht Friedrich (n. 11 septembrie 1883- d. 1969), ofițer

## Biografie

### Înaintea Primului Război Mondial

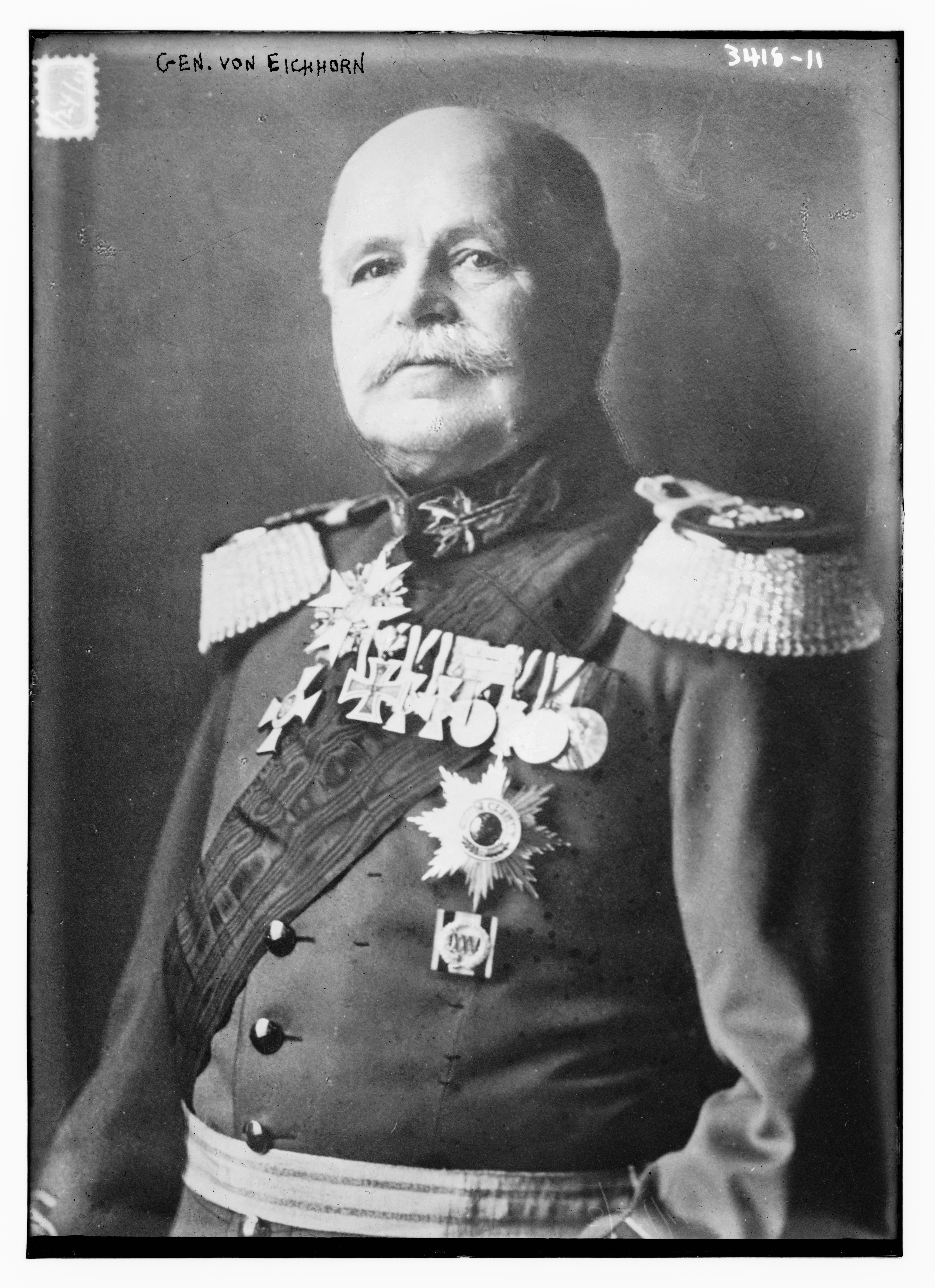
General de infaterie Eichhorn, 1910

Eichhorn a absolvit liceul mai întâi la Breslau, apoi a schimbat la cel din Oppeln, unde a luat bacalaureatul. După acea s-a alăturat, la 1 aprilie 1866, pentru un serviciu de voluntariat de trei ani celui de-al doilea regiment de infanterie al gărzii ca sublocotenent. A luat parte la războiul austro-prusac la luptele de la Trautenau și Sadowa, astfel la Bătălia de la Königgrätz. După semnarea păcii cu Austria, von Eichhorn a fost promovat locotenent la 6 septembrie 1866. În timpul războiului franco-german a devenit locotenent de clasa a 2-a al primului batalion în regimentului 2 al Landwehr-ului. A participat apoi la asediul principal al Strasbourgului și la cel de la Paris. După un asalt asupra fortăreței Mont Valérien în Île-de-France a primit ordinul Crucii de fier de clasa a 2-a la banda albă.

Din 1872 până în 1875 a frecventat și absolvit Preußische Kriegsakademie („Academia Prusacă de Război”), fiind avansat în acest timp la gradul de locotenent de rangul I (Premierleutnant, 1873), iar în 1876 a fost transferat la Staul Major General. Din mai 1877 până în noiembrie 1879 a devenit adjutant al Brigăzii 60 Infanterie din Metz precum căpitan (1878), iar din decembrie 1879 până în ianuarie 1883 șef al companiei de gardă nr. 12 infanterie și după acea transferat încă de două ori (la Statul Major al Diviziei 30, februarie 1883-septembrie 1884 și la Marele Stat Major General al inspecției de armată nr. 5, septembrie 1884-decembrie 1888). În acest timp a fost numit maior (1886). Au urmat mai multe funcții repede schimbătoare în Statul Major General. 
După ce a fost avansat la gradul de locotenent-major, a devenit șef de secțiune în Marele Stat Major General (septembrie 1891-mai 1892), apoi șef în Statul Major General al Corpului Armată XIV din Karlsruhe (mai 1892-octombrie 1895).
Devenit colonel în mai 1894, a fost făcut comandor al Leib-Grenadier-Regiment König Friedrich Wilhelm III. Nr. 8 (octombrie 1895-februarie 1897), iar, numit Generalmajor (general de brigadă) în iulie 1897, a preluat funcția de șef al Statului Major General al Corpului Armată VI și din octombrie 1899, până la avansarea la gradul de general-locotenent în mai 1901, cea unui comandor al Brigăzii Infanterie nr. 18.
Datorită noului rang în armată, Eichhorn a preluat comanda Diviziei nr. 9 staționată în Glogau (mai/iunie 1901-mai 1904), apoi a devenit general comandor al Corpului Armată XVIII din  Frankfurt am Main (mai 1904-octombrie 1907). În acest timp a căpătat rangul general de infanterie (1905). Din octombrie 1907 până în iunie 1908 a fost președinte al comisiei pentru revizuirea reglementărilor privind serviciile de pe câmpurile de bătălie. Apoi a fost à la suite al Leib-Grenadier-Regiment Nr. 8 (iunie 1908-septembrie 1912). În sfârșit, în septembrie 1912, ofițerul a fost numit general-colonel și inspector general al Inspecției Armată VII din Saarbrücken (până în ianuarie 1915).

### În Primul Război Mondial

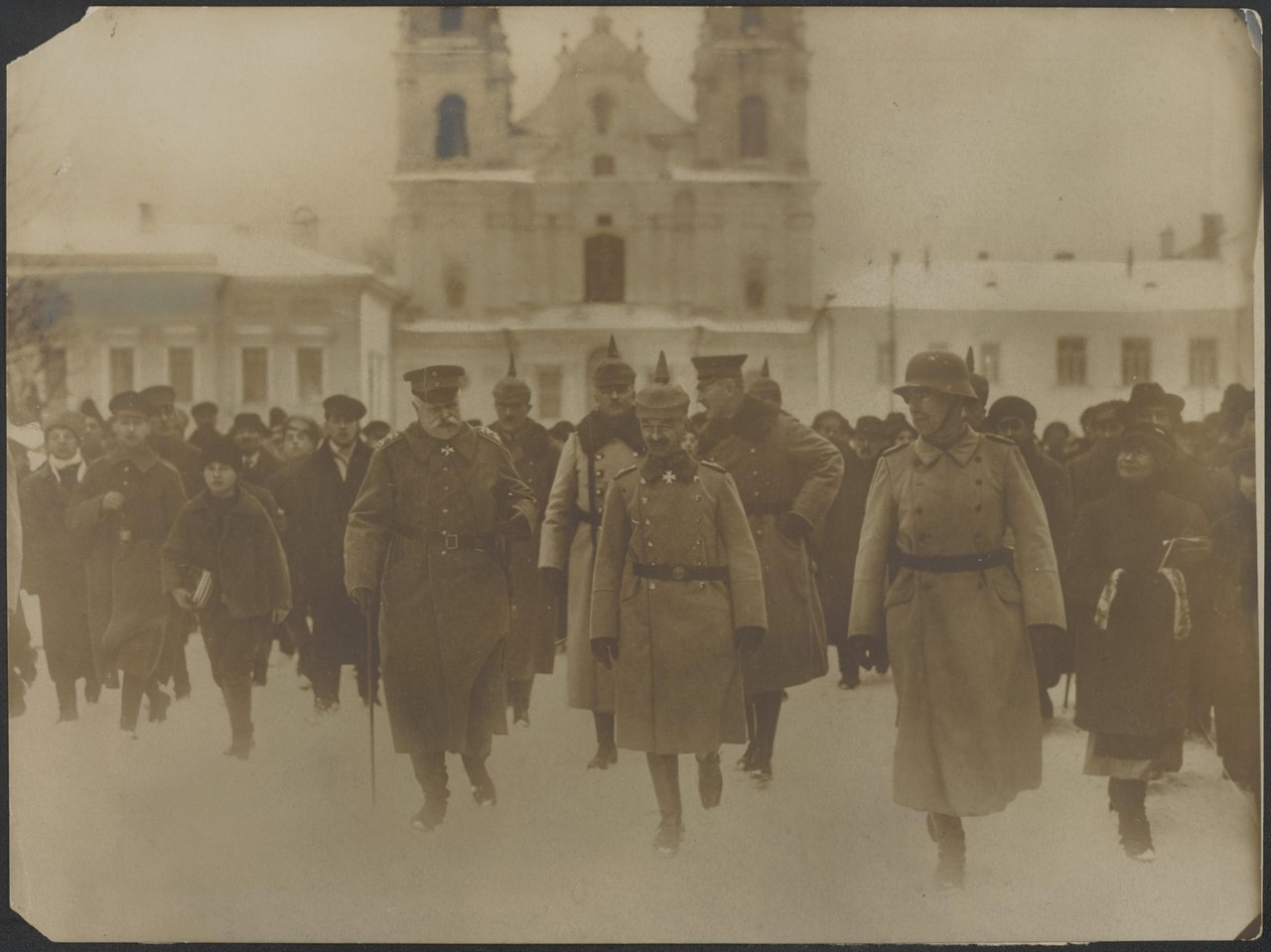
Mareșalul Eichhorn la Minsk, 1918

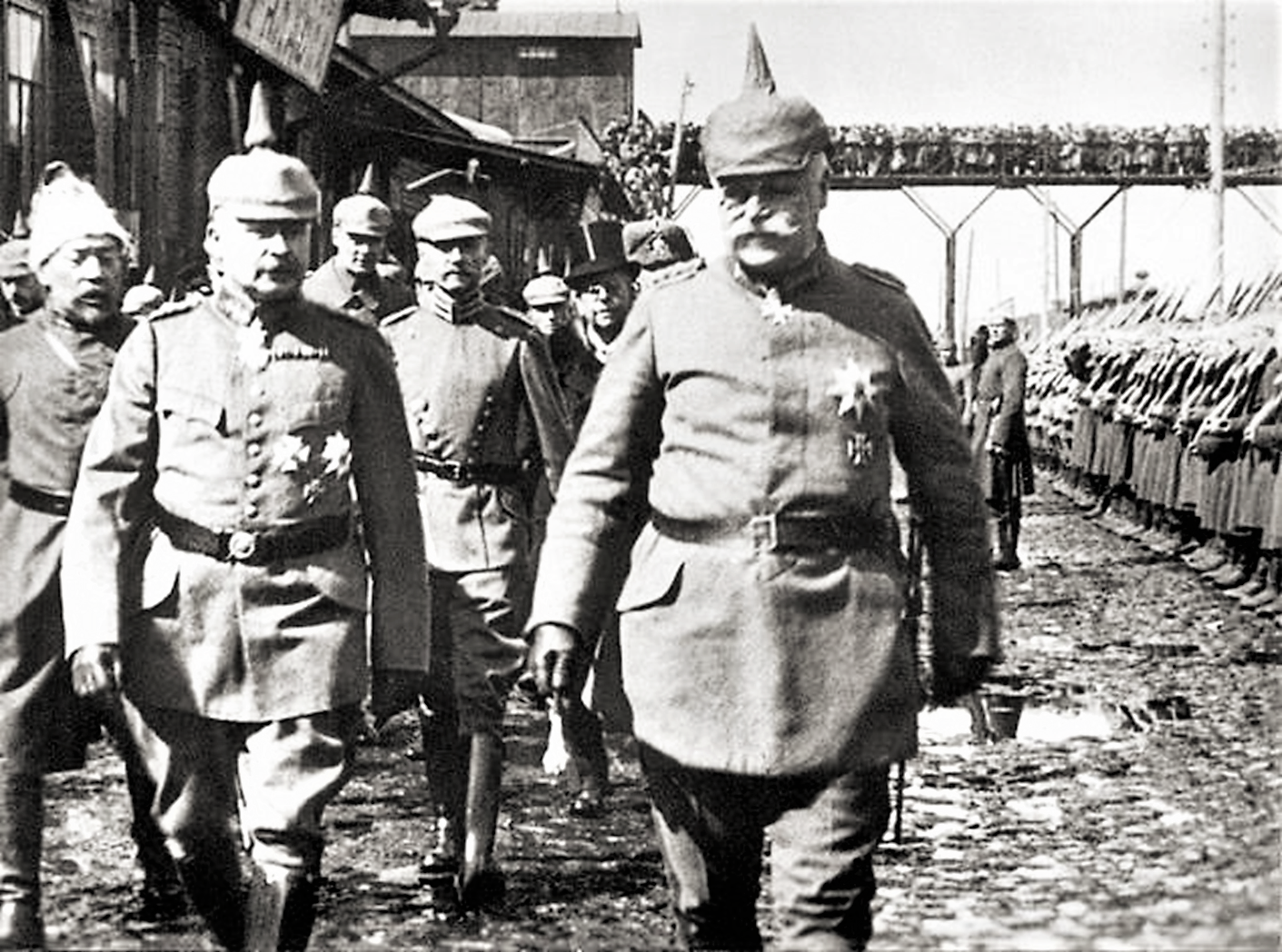
Mareșalul Eichhorn în Kiew, 1918

În cazul de mobilizare, generalul a fost prevăzut ca comandant suprem al Armatei V din Metz, dar, cauzat unui accident grav de călărie acompaniat de o pneumonie, nu a fost inapt pentru folosirea pe front. De abia după recuperarea sa, a preluat, pe 26 ianuarie 1915, conducerea supremă a nou-formatei Armate X în Prusiei de Est, care a format aripă de cuprindere, decisivă în a doua bătălie de pe Lacurile Mazuriene (februarie 1915). Lui Eichhorn a fost acordat înaltul ordin "Pour le Mérite" pentru capturarea orașului Kaunas în august 1915, iar în octombrie 1915 a condus ofensiva asupra Vilniusului pe frontul de pe ambele maluri ale lacului Naroci în Ofensiva de pe Lacul Naroci, unde armata lui a trebuit să treacă prin lupte grele, dar biruitoare de apărare în primăvara anului 1916.
La 30 iulie 1916, relațiile de comandă în est au fost reorganizate și comanda lui Eichhorn a fost extinsă incluzând Armata VIII, creând așa numitul „Grup de Armată Eichhorn”. Toate forțele armate în Lituania și Curlanda au stat astfel sub comandamentul lui. Armata sa a lansat o ofensivă reușită în octombrie 1917, luând Riga și capturând insulele baltice Ösel, Moon și Dagö. La 18 decembrie 1917, Eichhorn a fost promovat la gradul de Feldmareșal general și  în martie 1918 a fost numit în plus comandant al „Grupului de Armată Kiev”, un oraș care a fost ocupat cu puțin timp înainte de semnarea tratatului de pace de la Brest-Litovsk de către trupele germane în Operațiunea Faustschlag.
La 4 martie 1918, securitatea militară a Puterilor Centrale în Ucraina, Rusia de Vest, Rusia de Sud și Crimeea, o sferă de influență care o câștigaseră la începutul anului 1918, a fost pusă în mâinile lui. Funcția sa principală a fost aceea de a extrage cât mai multe cereale din Ucraina pentru a sparge blocada navală britanică. El a folosit o combinație de dare de mită și violență pentru a atinge acest obiectiv, ajutat de șeful său capabil de personal generalul Wilhelm Gröner. Una dintre „victimele” sale a fost Rada Centrală, dizolvată în curând de Eichhorn, pe care a înlocuit-o cu un nou hatman, generalul Pavlo Skoropadski.
La 30 iulie 1918, mareșalul a fost asasinat, împreună cu ofițerul lui de asistentă Walter von Dreßler, printr-un atentat cu o bombă, comis de teroristul bolșevic Boris Donskoi, cu intenția de a provoca ruperea relațiilor dintre conducătorii bolșevici din Rusia și guvernul german. Infractorului s-a făcut un proces militar scurt, fiind condamnat la moarte și spânzurat scurt după acea.
Trupul neînsuflețit al feldmareșalului a fost repatriat la Berlin și înmormântat după o decerebrare pompoasă în Cimitirul Invalizilor lângă mormântul mareșalulului Alfred von Schlieffen.

## Onoruri (selecție)

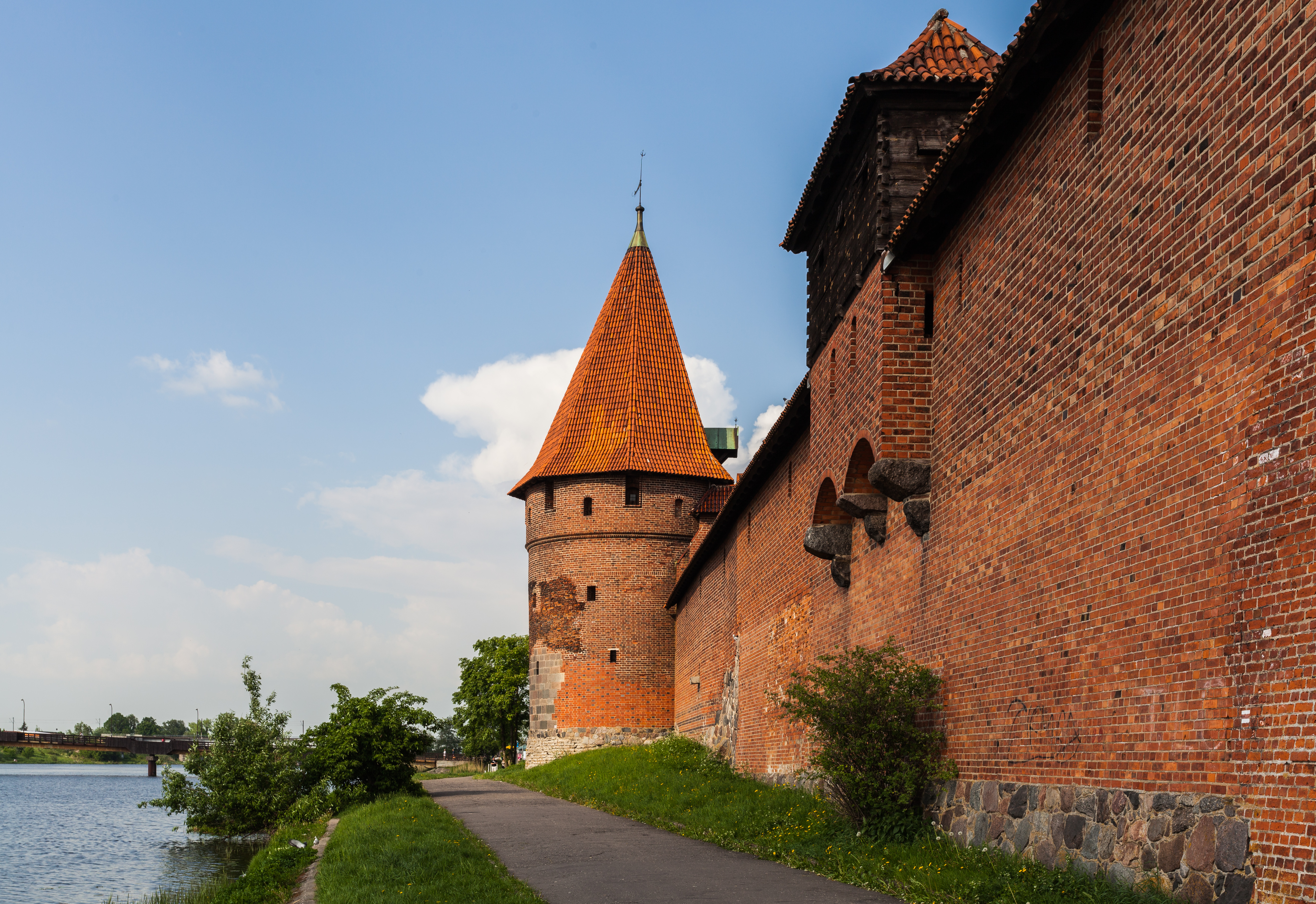
Marienburg: Turnul Eichhorn

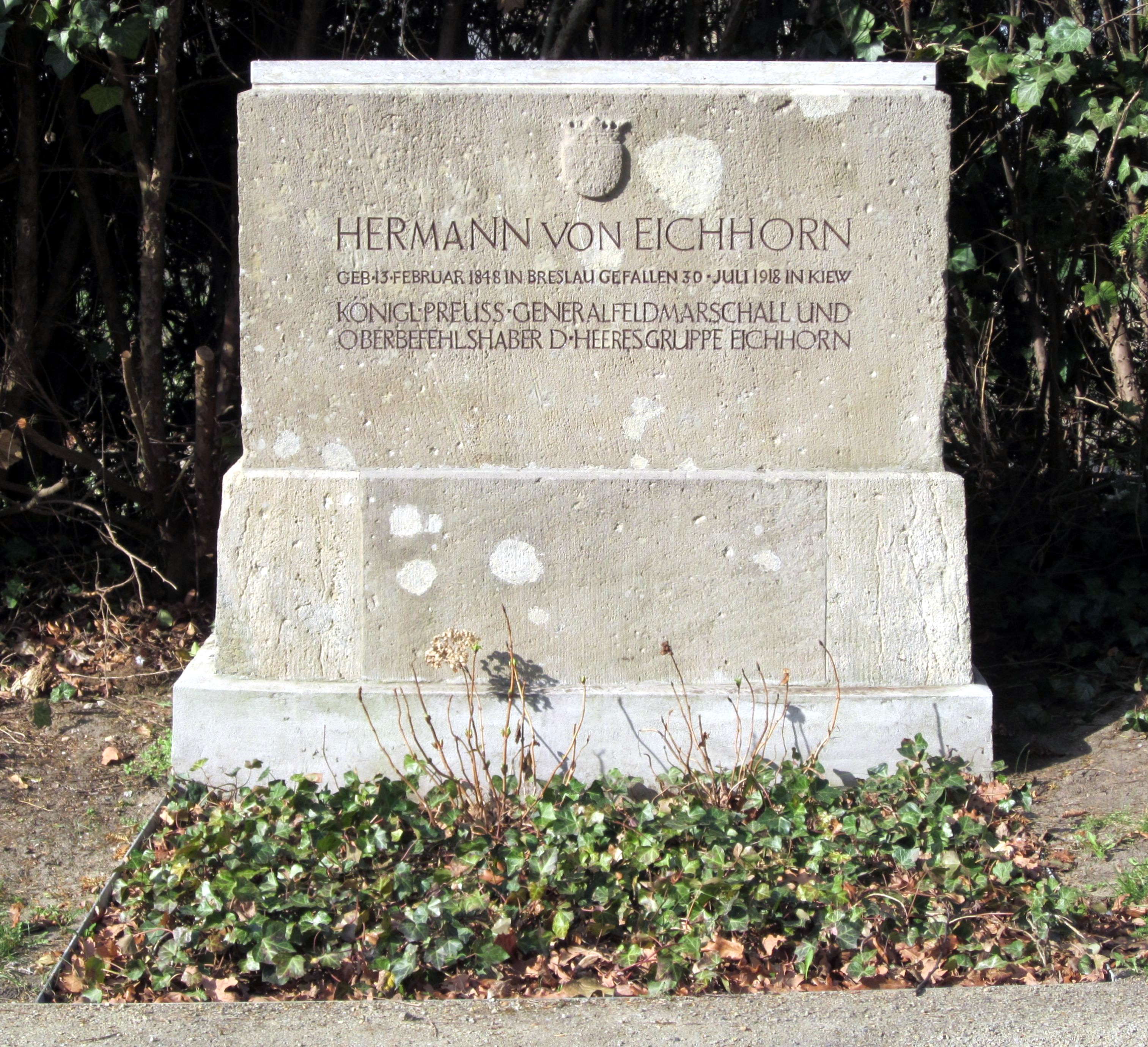
Mormântul mareșalului

- Crucea de Fier de clasa a 2-a la banda albă  (1866)
- Ordinul „Sf. Stanislas ” de clasa III (31. August 1871)
- Ordinul Leului de Zähringen de comandor al Marelui Ducat de Baden (1892)
- Ordinul Regal al Coroanei Prusiei de clasa I (17. Januar 1904)
- Ordinul de Merit al Arhiducelui de Hessa (8 septembrie 1905)
- Ordinul Vulturul Roșu,  Marea Cruce cu frunze de stejar ( 20. August 1907)
- Cavaler al Ordinului Vulturul negru (1912)
- Crucea de Fier de clasa I (1914)
- Pour le Mérite (18 august 1915), cu frunze de stejar (28 septembrie 1915)
- Ordinul de Merit Militar al Bavariei (1915)
- Ordinul Militar al Saxoniei „Sf. Henric, comandor de clasa a 2-a (25. Oktober 1916)[12]
- Crucea de Merit Militar al Austriei de clasa 1 cu decorație de război (28 iunie 1918)[13]
- Doctor honoris causa al Universității Humboldt din Berlin (18 februarie 1918)
- Împăratul Wilhelm al II-lea al Germaniei a dispus denumirea unuia din cele 8 turnuri de apărare ale Castelului Marienburg după el.
- Strada Eichhornstraße din Berlin în sectorul Marzahn-Hellersdorf poartă numele său.[14]